# Curcuma roxburghii
Curcuma roxburghii là một loài thực vật có hoa trong họ Gừng. Loài này được M. Atiqur Rahman và M. Yusuf mô tả khoa học đầu tiên năm 2012. Mẫu định danh: M. Yusuf et M.A. Rahman 803; thu thập ngày 8 tháng 7 năm 1993 tại Rangapani, huyện Rangamati, phân khu Chittagong, đông nam Bangladesh.

## Từ nguyên
Loài này được đặt tên để vinh danh William Roxburgh, cha đẻ của thực vật học Ấn Độ, người có đóng góp lớn trong việc thu thập và đặt tên cho hầu hết các loài thực vật của Bengal khi đó.

## Phân bố
Loài này có tại Chittagong, Bangladesh. Môi trường sống là các sườn đồi với bóng râm một phần, ở cao độ khoảng 570 m.

## Mô tả
Thân rễ to, ruột màu vàng tươi, có mùi nghệ nhẹ. Các búi lá dài 1,2-1,5 m; các bẹ ở gốc của chồi non màu xanh lục, tràn ngập ánh tía. Lá 5-7, gần mọc thẳng, phiến hình mác rộng, đỉnh nhọn thon, hình nêm ở đáy, 55-85 × 17–21 cm, nhẵn nhụi, màu xanh lục; cuống lá dài 20–35 cm. Cành hoa bông thóc trung tâm của các búi lá, 16-19 × 5 cm; lá bắc sinh sản 12-14, màu lục nhạt với rìa tía, 3,5-3,8 × 2,8 cm, hình trứng ngược, tù, đỉnh và đáy thưa lông, hợp sinh với nhau tới 50% chiều dài (hoặc hơn) của phần dưới, mỗi lá bắc có 3-4 nụ hoa; lá bắc mào 8-11, màu tía nhạt, trắng ở gốc, hình gần elip, 6,1-6,5 × 3,3-3,8 cm, tù, có mấu nhọn, có lông ở đỉnh; lá bắc con hình trứng ngược, 2,2-2,5 × 1,5-2,0 cm, màu trắng với đỉnh màu hồng nhạt, nhẵn nhụi. Hoa thò ra nhiều ở các lá bắc phía dưới. Đài hoa màu trắng, dài ~1 cm, 3 thùy, có lông trên gân. Ống tràng hoa dài ~3 cm, màu vàng nhạt; cánh hoa 3, màu trắng, nhẵn nhụi, hai cánh bên hình trứng, thuôn tròn ở đỉnh, cánh hoa trên có nắp, có cựa ở đỉnh. Nhị lép bên có lưỡi bẹ lệch, 12 × 10 mm, màu trắng kem; cánh môi hình trứng ngược rộng với mỏ có khía răng cưa, ~15 × 16,5 mm, màu kem với dải giữa màu vàng; chỉ nhị rộng, phẳng, 4,0 × 3,5 mm; bao phấn ~3,5 mm với 2 cựa ở đáy dài 2,5 mm. Bầu nhụy màu trắng, có lông, 3,5 × 2,5 mm; các tuyến trên bầu dài ~4 mm. Ra hoa tháng 7-8.
Nó gần với C. amada ở chỗ có hoa thò ra, màu sắc khác biệt của các lá bắc sinh sản và lá bắc mào và bao phấn có cựa, nhưng khác ở chỗ gốc các bẹ lá màu tía, phiến lá nhẵn nhụi, lá bắc mào màu tía, lá bắc sinh sản màu lục nhạt với rìa màu tía và thân rễ màu vàng có mùi nghệ.